# Dinastia Pahlavi
I Pahlavi (in persiano دودمان پهلوی‎, Dŭdmān Pahlavī) furono la dinastia che regnò sullo Stato Imperiale dell'Iran (Persia fino al 1935) dal 1925, anno della deposizione dell'ultimo sovrano della dinastia Qajar, al 1979, quando la Rivoluzione iraniana depose l'ultimo scià Pahlavi, Mohammad Reza, mettendo fine alla millenaria tradizione monarchica del Paese proclamando la Repubblica Islamica.

## Storia

### Origini

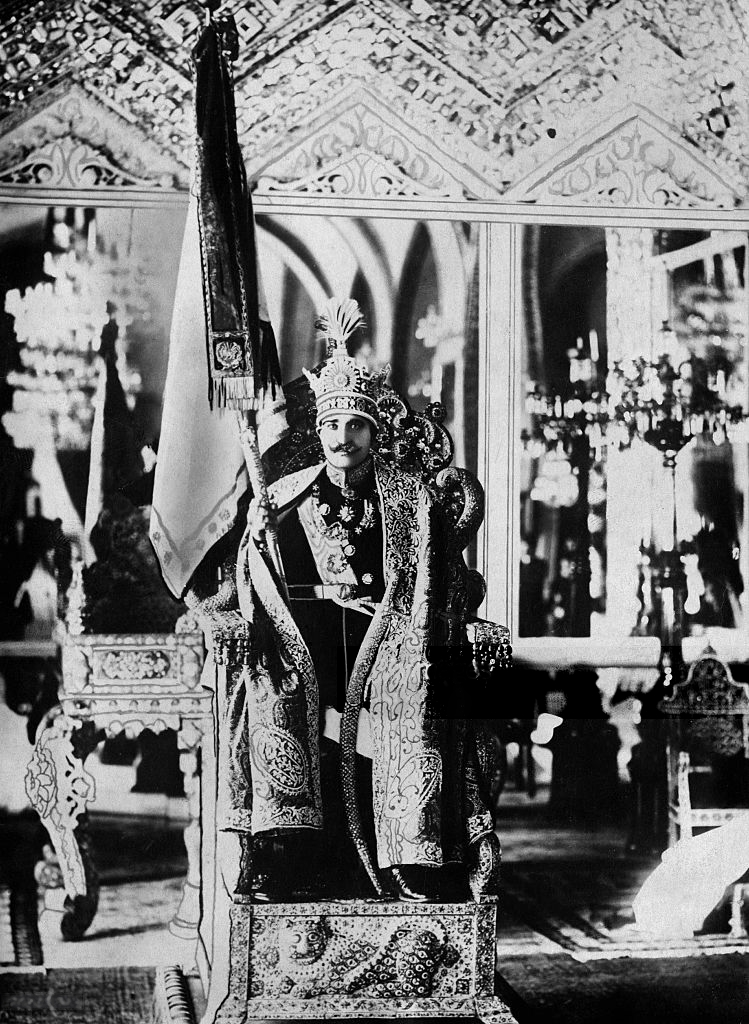
Reza Shah Pahlavi nel giorno della sua incoronazione

Nel 1921 l'ufficiale dell'esercito Reżā Khān attuò un colpo di Stato contro il sovrano Ahmad Qajar, e utilizzò i quattro anni successivi per consolidare il proprio potere personale sopprimendo ogni opposizione. Nel 1925 la Majlis (il Parlamento iraniano) convocata in seduta speciale depose l'ultimo rappresentante della dinastia Qajar e nominò Reza Khan, denominatosi Pahlavi, quale nuovo scià.

### Scià di Persia
Ispirandosi all'azione di Mustafa Kemal Atatürk in Turchia, Reza Shah intraprese un'ambiziosa opera di modernizzazione dell'Iran. Venne dato impulso allo sviluppo dell'industria pesante e delle infrastrutture, con la costruzione di un sistema ferroviario nazionale; venne potenziato l'apparato burocratico dello Stato e migliorati i sistemi giudiziario e sanitario; vennero promossi i costumi occidentali e la parità sociale per le donne. Contemporaneamente il nuovo scià operò per indebolire il potere del clero: tolse ai religiosi il monopolio dell'istruzione con l'istituzione della scuola pubblica statale, e li bandì dai tribunali istituendo un sistema giudiziario laico.
La modernizzazione, anche se favorì il rapido sviluppo di una classe media di professionisti e di un proletariato industriale, non diede tutti i frutti sperati. Questo perché nell'attuarla lo scià cercò di reprimere ogni forma di opposizione (soprattutto tra il clero) mediante detenzioni senza processo, esili forzati, condanne a morte, che crearono malcontento e disaffezione tra la popolazione.
Nel 1935 la Persia adottò ufficialmente il nome di Iran, "Paese degli ariani", accentuando il carattere nazionalista della politica pahlavide.
Seguendo tale politica, che mirava a fare dell'Iran una potenza regionale svincolata dalle potenze straniere, Reza Shah evitò di coinvolgere troppo il Regno Unito e l'Unione Sovietica (erede dell'Impero russo) nelle vicende del regno, preferendo rivolgersi a esperti francesi, italiani e tedeschi per lo sviluppo delle tecnologie, mentre la Germania diventava il principale partner commerciale.

### Iran durante la II guerra mondiale

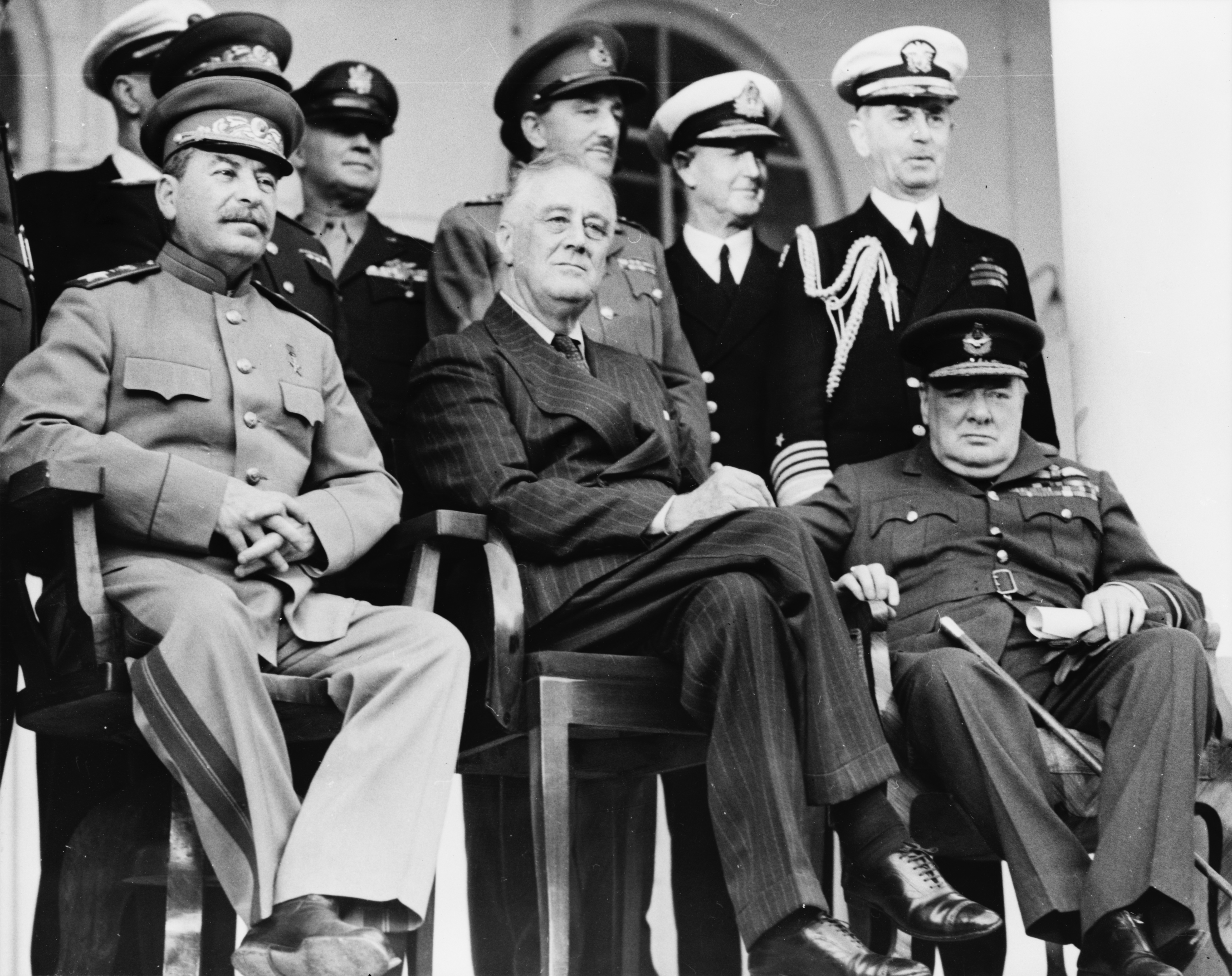
Stalin, Roosevelt e Churchill durante la Conferenza di Teheran, dicembre 1943

Dopo l'invasione tedesca dell'URSS, britannici e sovietici divennero alleati e l'Iran acquistò un valore strategico fondamentale. Le ferrovie iraniane erano infatti indispensabili per inviare armi e rifornimenti anglo-americani dal Golfo Persico all'Unione Sovietica impegnata a respingere l'assalto nazista. Lo scià dichiarò la neutralità dell'Iran nel conflitto, ma i britannici accusarono i tecnici tedeschi residenti nel Paese di essere spie inviate a sabotare i pozzi della Anglo-Iranian Oil Company e ne chiesero l'espulsione. Lo scià rifiutò e ciò, unito ai buoni rapporti commerciali con la Germania, gli valse l'accusa di filo-nazismo. Nell'agosto del 1941, URSS e Gran Bretagna invasero l'Iran, arrestarono il sovrano e lo deportarono in Sudafrica. Sul trono salì il figlio Mohammad Reza Pahlavi, che dichiarò guerra alla Germania nel settembre 1943.
Con l'occupazione anglo-sovietica le mire delle potenze straniere sui giacimenti di petrolio iraniani si fecero sempre più manifeste. L'URSS favorì la nascita di repubbliche autonome azere e curde tra il 1945 e il 1946, e permise all'Iran di riprenderne il controllo solo dopo aver ottenuto alcune concessioni petrolifere. Il governo britannico, proprietario della Anglo-Iranian Oil Company (AIOC), continuava a controllare quasi tutta la produzione di petrolio del Paese. Nonostante gli accordi, le truppe occupanti rimasero fino a metà del 1946, mentre cresceva il movimento popolare, nato negli anni 1930, che sosteneva la nazionalizzazione dell'industria petrolifera.
Il sistema politico iraniano si fece più aperto; nacquero diversi partiti in occasione delle elezioni per la Majlis del 1944, le prime con una vera competizione elettorale dopo più di venti anni.

### Iran durante la guerra fredda

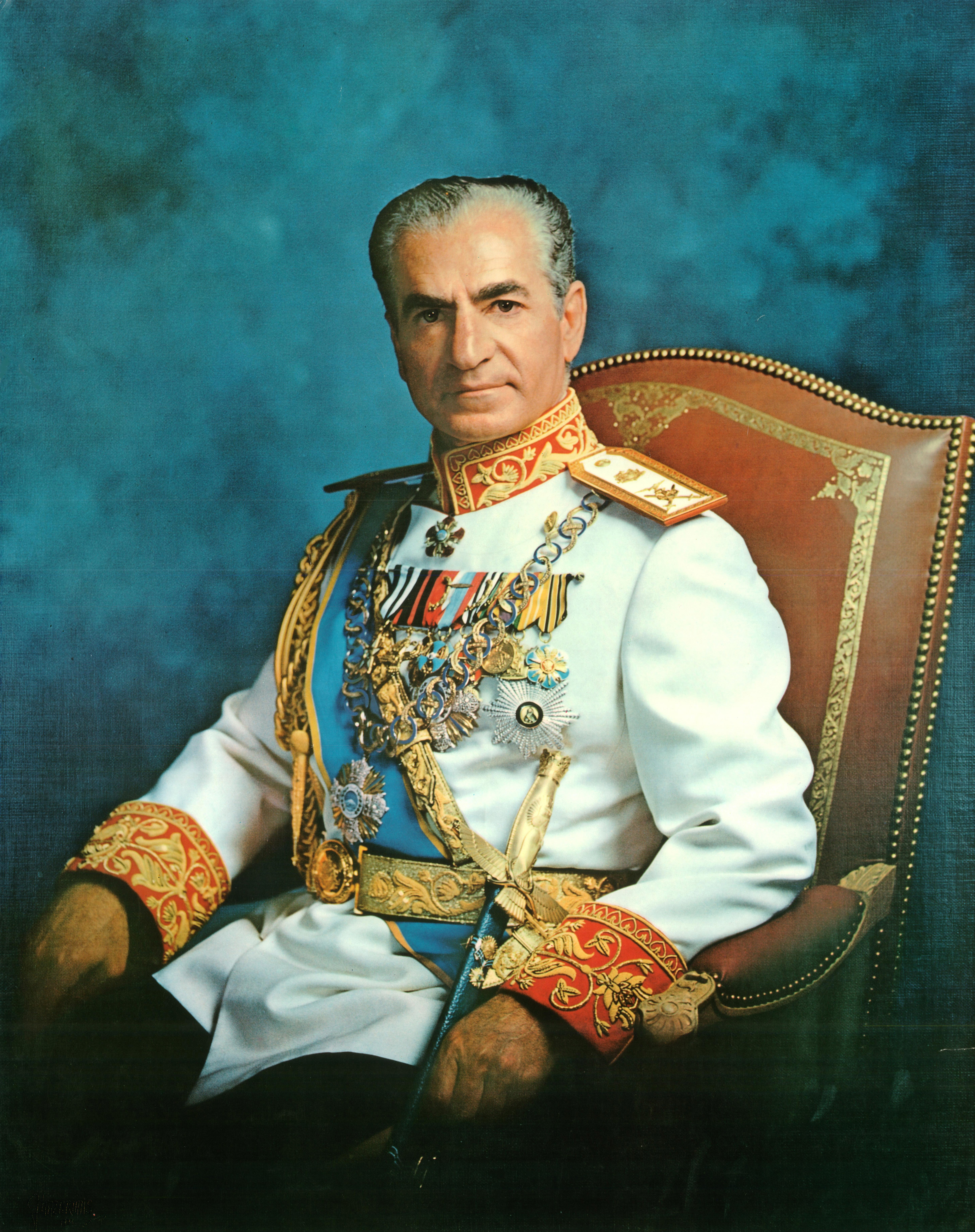
Mohammad Reza Pahlavi nel 1973

Mohammad Reza Pahlavi prese il posto del padre sul trono il 16 settembre 1941 desideroso di continuarne la politica, ma trovò la forte opposizione di Mohammad Mossadeq, leader dei nazionalisti.
A dispetto del suo ruolo di monarca costituzionale che lo obbligava ad attenersi alle decisioni del governo parlamentare, Mohammad Reza Pahlavi si intromise frequentemente negli affari del potere esecutivo. Ricostruì l'esercito e si assicurò che rimanesse sotto il controllo della corona quale fondamento del suo potere. Nel 1949, dopo un fallito attentato, il partito comunista (Tudeh) ritenuto responsabile fu messo al bando e i poteri dello scià vennero ampliati.
Nel 1951, la Majlis nominò Mohammad Mossadeq nuovo primo ministro, che subito dopo decise la nazionalizzazione dell'industria petrolifera, nonostante l'opposizione dello scià che temeva l'embargo occidentale.
Dei proventi del petrolio lo Stato iraniano non otteneva che briciole: per esempio, dei 112 milioni di dollari incassati dalla AIOC nel 1947, all'Iran andarono circa 7 milioni. Questo, unito alla diffusa povertà tra la popolazione, rafforzò le posizioni dei nazionalisti, che di fronte al rifiuto del colosso britannico di ridefinire le royalties, decisero per la nazionalizzazione.
La Gran Bretagna impose l'embargo sull'Iran e ricorse alla corte dell'Aja, che però si pronunciò a favore di Teheran, quindi ruppe le relazioni diplomatiche nel 1952. Gli USA, temendo che l'embargo portasse l'Iran (e il suo prezioso petrolio) nell'orbita sovietica, decisero di intervenire. La CIA, in collaborazione con i servizi segreti britannici, organizzò un colpo di Stato, e il 13 agosto 1953 lo scià nominò il Fazlollah Zahedi primo ministro. I nazionalisti reagirono e costrinsero lo scià a fuggire a Roma, ma in pochi giorni i lealisti ebbero il sopravvento e i dirigenti del movimento nazionalista (tra i quali quelli del Tudeh) vennero arrestati e messi a morte. La condanna di Mohammad Mossadeq venne tramutata in confino perpetuo.
Mohammed Reza riprese quindi la politica del padre che intendeva fare dell'Iran una potenza regionale. Riallacciate le relazioni diplomatiche con i britannici, che rimossero l'embargo, a Teheran affluirono ingenti prestiti statunitensi che volevano garantirsi la fedeltà dello scià. La competenza sul petrolio passò ad un consorzio di cui le compagnie straniere detenevano il controllo, e le industrie statali vennero privatizzate. Migliorarono anche le relazioni con l'URSS, con la quale l'Iran firmò accordi commerciali e militari. Lo scià intraprese anche diverse riforme, come quella terriera, dell'estensione del diritto di voto alle donne e della lotta all'analfabetismo.
Se da un lato queste misure portarono alla formazione di una ricca classe media, dall'altro le condizioni di povertà tra la popolazione non migliorarono affatto. I metodi di governo del sovrano, inoltre, erano quelli tipici dei dittatori: messa al bando dell'opposizione, elezioni controllate, limitatissima libertà di stampa, azioni frequenti della polizia segreta (SAVAK). Il malcontento venne cavalcato dalle gerarchie religiose: nel 1963, dopo un discorso di Ruhollah Khomeyni, scoppiarono disordini che la SAVAK represse sanguinosamente. Khomeyni venne arrestato e poi condannato all'esilio.

### Fine della dinastia
Lo scià, sordo alle richieste dell'opinione pubblica, continuò a rifiutare la concessione delle libertà democratiche. Nel 1971 celebrò i 2.500 anni della monarchia persiana, della cui eredità si considerava depositario, e nel 1976 sostituì il calendario islamico con un "calendario imperiale", per cui si passò dall'anno islamico 1355 all'anno imperiale 2535.
Queste azioni, recepite come anti-islamiche, non fecero che esasperare la rabbia dei religiosi. Negli anni 1970, i leader islamici, in particolare l'ayatollah Khomeyni dal suo esilio, furono capaci di catalizzare il malcontento popolare legandolo a un'ideologia fondata su principi religiosi, e guidarono la rivoluzione che rovesciò il trono e instaurò una Repubblica islamica nel 1979.
Mohammad Reza Pahlavi e la sua famiglia fuggirono in Egitto, dove lo scià morì poco tempo dopo. Con lui finì la tradizione monarchica dell'Iran.

## Genealogia parziale
Reza Shah Pahlavi (15 marzo 1878 -  26 luglio 1944), primo Scià di Persia dal 1925 al 1941 - sposò in prime nozze Maryam Savadkooni (? - 1911), nel 1895; sposò poi nel 1916 Tadj ol-Molouk, nata Nimtaj Ayromlou (17 marzo 1896 - 10 marzo 1982); sposò poi nel 1922, divorziando nel 1923, Turan Amirsoleimani, nata Qamar ol-Molouk Amirsoleimani, (4 febbraio 1905 - 24 luglio 1994); sposò poi nel 1923 Esmat Dowlatshahi (1905 - 25 luglio 1995):
1. (I) Hamdamsaltaneh (22 febbraio 1903 - 1 gennaio 1992), sposò nel 1924 Hadi Atabay, comandante dell'Esercito: 
  1. Amir Reza
  2. Simin
  3. Cyrus (6 settembre 1929 - 26 gennaio 1996)
2. (II) Shams (28 ottobre 1917 - 29 febbraio 1996), sposò nel 1937, divorziando dopo il 1944, Fereydoun Djam (1914 - 24 maggio 2018); sposò nel 1945 Mehrdad Pahlbod (16 marzo 1917 - 9 agosto 2018):
  1. Shahboz (6 dicembre 1946)
  2. Shahyar (21 luglio 1949)
  3. Shahrazad (12 settembre 1952)
3. Mohammad Reza (26 ottobre 1919 - 27 luglio 1980), ultimo Scià di Persia dal 1941 al 1979 - sposò in prime nozze il 15 marzo 1939, divorziando nel 1948, Fawzia d'Egitto (5 novembre 1921 - 2 luglio 2013); sposò in seconde nozze il 12 febbraio 1951, divorziando il 6 aprile 1958, Soraya Esfandiary Bakhtiari (22 giugno 1932 - 25 ottobre 2001); sposò in terze nozze il 21 dicembre 1959 Farah Diba (14 ottobre 1938):
  1. (I) Shahnaz (27 ottobre 1940) - sposò l'11 ottobre 1957 Ardeshir Zahedi, divorziando nel 1964; sposò poi nel febbraio del 1971 Khoswor Jabanbani (? - 2014):
    1. (I) Mahnaz (2 dicembre 1958)
    2. (II) Keykhosrow (20 novembre 1971)
    3. Fawzia (1973)

  2. (III) Reza (31 ottobre 1960) - ha sposato il 12 giugno 1986 Yasmine Etemad-Amini (26 luglio 1968):
    1. Noor (3 aprile 1992)
    2. Iman (12 settembre 1993)
    3. Farah (17 gennaio 2004)

  3. Farahnaz (12 marzo 1963)
  4. Ali-Reza (28 aprile 1966 - 4 gennaio 2011):
    1. (con Raha Didevar) Iryana Leila (26 luglio 2011)

  5. Leila (27 marzo 1970 - 10 giugno 2001)
4. Ashraf (26 ottobre 1919 - 7 gennaio 2016) - sposò nel 1937, divorziando nel 1942, Mirza 'Ali Muhammed Khan Ghavam, Nasir ud-Daula (1911 - ?); sposò in seconde nozze nel 1944 Ahmed Shafiq Bey (21 settembre 1911 - 1976), divorziando nel 1960; sposò in terze nozze il 5 giugno 1960 Mehdi Bushehri (1916 - ?)
  1. (I) Shahram Pahlavi-Nia (18 aprile 1940) - ha sposato nel 1966 Niloufar Afshar (1950 - ?):
    1. Cyrus (1969 - ?)
    2. (con Naz Alam) Amir Ebrahim (1974 - ?)

  2. (II) Shahriar Shafiq (15 marzo 1945 - 7 dicembre 1979) - sposò nel 1967 Maryam Eghbal (1946 - ?):
    1. Nader (15 marzo 1968)
    2. Dara (1970 - ?)

  3. Azadeh (1951 - 23 febbraio 2011) - sposò nel 1972 Farshad Vahid, divorziando nel 1975:
    1. Kamran (1973)
5. Ali Reza (1 marzo 1922 - 17 ottobre 1954) - sposò il 20 settembre 1946 Christiane Cholewska, divorziando nel 1948:
  1. Patrick Ali (1 settembre 1947) - sposò nel 1972 Sonja Lauman:
    1. Davoud (7 luglio 1972) - sposò nel 1998 Lucilia Da Fonseca:
      1. Solvène
      2. Elsa

    2. Houd (26 novembre 1973):
      1. Rafael (2006)

    3. Mohammad (19 maggio 19
6. (III) Gholam Reza (15 maggio 1923 - 7 maggio 2017) - sposò nel 1948 Homa Aalam, divorziando nel 1956; sposò poi il 6 marzo 1962 Manijeh Jahanbani:
  1. (I) Mehrnaz (4 febbraio 1949)
  2. Bahman (30 gennaio 1950)
  3. (II) Khadijeh
  4. Maryam
  5. Bahram
7. (IV) Abdul Reza (19 agosto 1924 - 11 maggio 2004) - sposò il 12 ottobre 1950 Pari Sima Zand;
  1. Kamyar (1952)
  2. Sarvenaz (1955)
8. Ahmad Reza (27 settembre 1925 - 1981) - sposò nel 1946 Simintaj Bahram e divorziarono nel 1954; sposò poi nel 1958 Rosa Bozorgnia:
  1. (I) Shahrokh (1947)
  2. Shahla (1948)
  3. (II) Shahin
  4. Shahrnaz
  5. Parinaz
9. Mahmoud Reza (5 ottobre 1926 - 15 marzo 2011) - sposò Mehrdokht Azam Zangeneh nel 1954, divorziando nel 1957; sposò poi nel 1964, Maryam Eghbal (1946), da cui divorziò poco dopo e che sposò suo nipote Shahriar Shafiq
10. Fatemeh (30 ottobre 1928 - 2 giugno 1987) - sposò il 13 aprile 1950 Vincent Lee Hillyer (1924 - 7 luglio 1999), divorziando nel 1959; sposò poi nel novembre del 1959 Mohammad Amir Khatami (1920 - 1975):
  1. (I) Kayvan (1951)
  2. Dariush (1952)
  3. Rana (1953-1954)
  4. (II) Kambiz (1961)
  5. Ramin (1967)
  6. Pari (1962)
11. Hamid Reza (4 luglio 1932 - 12 luglio 1992) - sposò nel marzo del 1951 Minou Dowlatshahi; sposò poi nel 1959 Homa Khameneh; sposò poi Houri Khameneh nel 1974:
  1. (I) Niloufar (1953)
  2. (II) Behzad (1957 - 1983)
  3. Nazak (12 febbraio 1958 - 27 dicembre 1987)
  4. (III) Ja'afar (1975)